# 岩虎タケト
岩虎 タケト（がんこ タケト）は、日本の元プロレスラー。神奈川県藤沢市出身。身長173cm、体重81kg。本名は非公開。

## 経歴
2010年1月3日、KAIENTAI DOJO千葉Blue Field大会の対関根龍一戦でデビュー。10月17日、後楽園ホール大会をもって引退が発表された。本人の意向により、リング上での引退試合、挨拶などは行われなかった。

## 得意技
- ドロップキック
- エルボー